# Andijské Kojsu
Andijské Kojsu (rusky Андийское Койсу, gruzínsky ანდის ყოისუ) je řeka v Gruzii a v Dagestánu v Rusku. Je 144 km dlouhá (včetně nejdelší zdrojnice Thušské Alazani 192 km). Povodí má rozlohu 4810 km².

## Průběh toku
Vzniká soutokem zdrojnic Pirikitské Alazani (პირიქითი ალაზანი) a Thušské Alazani (თუშეთის ალაზანი) poblíž vesnice Omalo ve východní části Velkého Kavkazu na území Gruzie. Je to typická horská řeka, která překonává mnohé peřeje. Je zdrojnicí řeky Sulak (povodí Kaspického moře).

## Vodní stav
Zdrojem vody je převážně voda z tajícího sněhu. Průměrný roční průtok vody ve vzdálenosti 9 km od ústí činí 69,6 m³/s. Nejvyšších vodních stavů dosahuje od května do srpna.